# Ельза Ланчестер
Ельза Салліван Ланчестер (англ. Elsa Sullivan Lanchester; 28 жовтня 1902 — 26 грудня 1986) — британська акторка театру, кіно та телебачення. Найвідоміша роллю подруги Монстра у фільмі «Наречена Франкенштейна».

## Біографія
Народилася у Великій Британії. У підлітковому віці займалася танцями в паризькій студії Айседори Дункан, але з початком Першої світової війни студія припинила свою роботу, і 12-річна Ланчестер повернулася додому, почавши заробляти кишенькові гроші уроками танцю по Айседорі Дункан для сусідських дітей.
У 1929 році Ельза Ланчестер одружилася з актором Чарльзом Лоутоном, з яким знялася в 1933 році в своєму першому помітному фільмі «Приватне життя Генріха VIII». Першою дійсно значною роботою Ланчестер стала головна роль в картині 1935 «Наречена Франкенштейна». Надалі Ланчестер і Лоутон жили переважно в США і грали в американських фільмах, а в 1950 році отримали американське громадянство. З більш пізніх зйомок Ланчестер виділяється фільм «Свідок звинувачення» (1957), де вона знову грала разом з Лоутоном.
Ельза Ланчестер померла 26 грудня 1986 роки від пневмонії в госпіталі Будинку акторів кіно і телебачення в Вудленд-Гіллз, штат Каліфорнія.

## Вибрана фільмографія
- 1933 — Приватне життя Генріха VIII
- 1935 — Наречена Франкенштейна
- 1943 — Лессі повертається додому
- 1946 — Лезо бритви
- 1947 — Північно-західний форпост
- 1949 — Ревізор — Марія
- 1957 — Свідок обвинувачення — міс Плімсол
- 1964 — Мері Поппінс
- 1976 — Вечеря з убивством